# Kabinett Felix Gubelmann (prov.)
Das provisorische Kabinett Felix Gubelmann war vom 1. bis zum 6. Juni 1922 die von Fürst Johann II. ernannte Regierung des Fürstentums Liechtenstein unter Vorsitz des kommissarischen Regierungschefs Felix Gubelmann. 
Nach dem Rücktritt von Regierungschef Josef Ospelt (FBP) und der provisorischen Amtsübernahme durch dessen Stellvertreter Alfons Feger (VP), trat auch dieser zum 1. Juni 1922 aus gesundheitlichen Gründen zurück. Bis zur Neuwahl einer Regierung am 6. Juni übernahm der älteste Regierungsrat Felix Gubelmann (FBP) die Amtsgeschäfte. Am 6. Juni wurde eine neue Regierung unter Leitung von Gustav Schädler (VP) gebildet.

## Kabinettsmitglieder
|                               | Bild                                          | Name            | Amtszeit                    | Landschaft |  |
| provisorischer Regierungschef |                                               |                 |                             |            |  |
|                               | provisorischer Regierungschef Felix Gubelmann | Felix Gubelmann | 1. Juni 1922 – 6. Juni 1922 | Unterland  |  |
| Regierungsräte                |                                               |                 |                             |            |  |
|                               | Regierungsrat Gustav Schädler                 | Gustav Schädler | 1. Juni 1922 – 6. Juni 1922 | Oberland   |  |